# Hardt (Mönchengladbach)
Die Ortschaft Hardt gehört zu Mönchengladbach und liegt im Westen des Stadtgebiets. Hardt war bis zum 22. Oktober 2009 einer der zehn Mönchengladbacher Stadtbezirke. Seit der Umgestaltung der Stadtbezirke gehört Hardt zum Stadtbezirk Mönchengladbach Nord.

## Etymologie
Das Toponym Hardt als Flurnamenbezeichnung stammt aus dem Althochdeutschen und bedeutet bewaldeter Hang oder Anhöhe.

## Stadtbezirk Hardt
Zum ehemaligen Stadtbezirk Hardt gehören die Stadtteile Hardt-Mitte, Hardter Wald und Venn. Zum Stadtteil Hardt-Mitte gehören neben der eigentlichen Ortschaft Hardt die Ortsteile Vorst und Winkeln, die Dörfer Rasseln und Piperlohof, sowie der kleine Weiler Wey zwischen Hardt und Dülken.

## Ortschaft

### Geschichte
Die ersten schriftlichen Belege für Hardt stammen aus dem Jahr 1116, ein weiterer aus dem Jahr 1135. In diesen Jahren besaß die Abtei Gladbach den so genannten Zehnten. Der Ort Hardt verfügte aber schon über ein eigenes Schöffenkollegium. Seit dem Mittelalter gehörte Hardt zum Amt Grevenbroich im Herzogtum Jülich. 1794 wurde der Ort von französischen Revolutionstruppen besetzt und wurde eine Mairie nach französischem Vorbild im Kanton Neersen. 1815 wurde Hardt ein Teil des Königreichs Preußen und kam zum neuen Kreis Gladbach. Aus der Mairie Hardt der Franzosenzeit wurde die preußische Bürgermeisterei Hardt.
Im Jahr 1919 war Hardt eine preußische Bürgermeisterei und Landgemeinde im Rheinland bei München-Gladbach und hatte 3.720 Einwohner. 1927 wurde die Bürgermeisterei Hardt in Amt Hardt umbenannt. Seit 1929 gehört Hardt zu Mönchengladbach.
Im Jahr 1903 erfolgte hier die Grundsteinlegung für die heutige Städt. Hardterwald-Klinik. Diese wurde 1900 testamentarisch durch Louise Gueury gestiftet. Im Oktober 2011 verkauften die Städtischen Kliniken Mönchengladbach die Klinik für 2,3 Millionen Euro an die Eifelhöhen-Klinik AG. Diese hat das Gelände umgebaut und im April 2014 ein Reha-Zentrum für Herzpatienten eröffnet.

### Verkehr
Die Ortschaft Hardt liegt südlich der A 52 Roermond–Düsseldorf mit der Anschlussstelle Mönchengladbach-Hardt. Östlich von Hardt verläuft die A 61 von Koblenz nach Venlo mit der Anschlussstelle Mönchengladbach-Nordpark.
Hardt ist durch mehrere Omnibuslinien der NEW mobil und aktiv Mönchengladbach mit anderen Stadtteilen und benachbarten Orten im Kreis Viersen verbunden:
| Linie | Linienverlauf |
| ----- | --- |
| 013   | Mönchengladbach Hbf – Alter Markt – Waldhausen – Hardt – Waldniel (– Niederkrüchten)                                |
| 015   | Donk, Wendeplatz – Neuwerk – Bettrath – Eicken – Mönchengladbach Hbf – Geroplatz – Holt – Hehn – Hardt              |
| 023   | Mönchengladbach Hbf – Alter Markt – Waldhausen – Hardt, Gewerbegebiet                                               |
| 026   | Hardt, Karrenweg – Broich – Rheindahlen – Mennrath – Wickrath – Odenkirchen                                         |
| SB83  | Mönchengladbach Hbf – Waldhausen – Hardt – Waldniel – Niederkrüchten – Elmpt                                        |
| NE2   | Mönchengladbach Hbf – Alter Markt – Windberg – Venn – Hardt – Hehn – Waldhausen – Alter Markt – Mönchengladbach Hbf |

### Religion

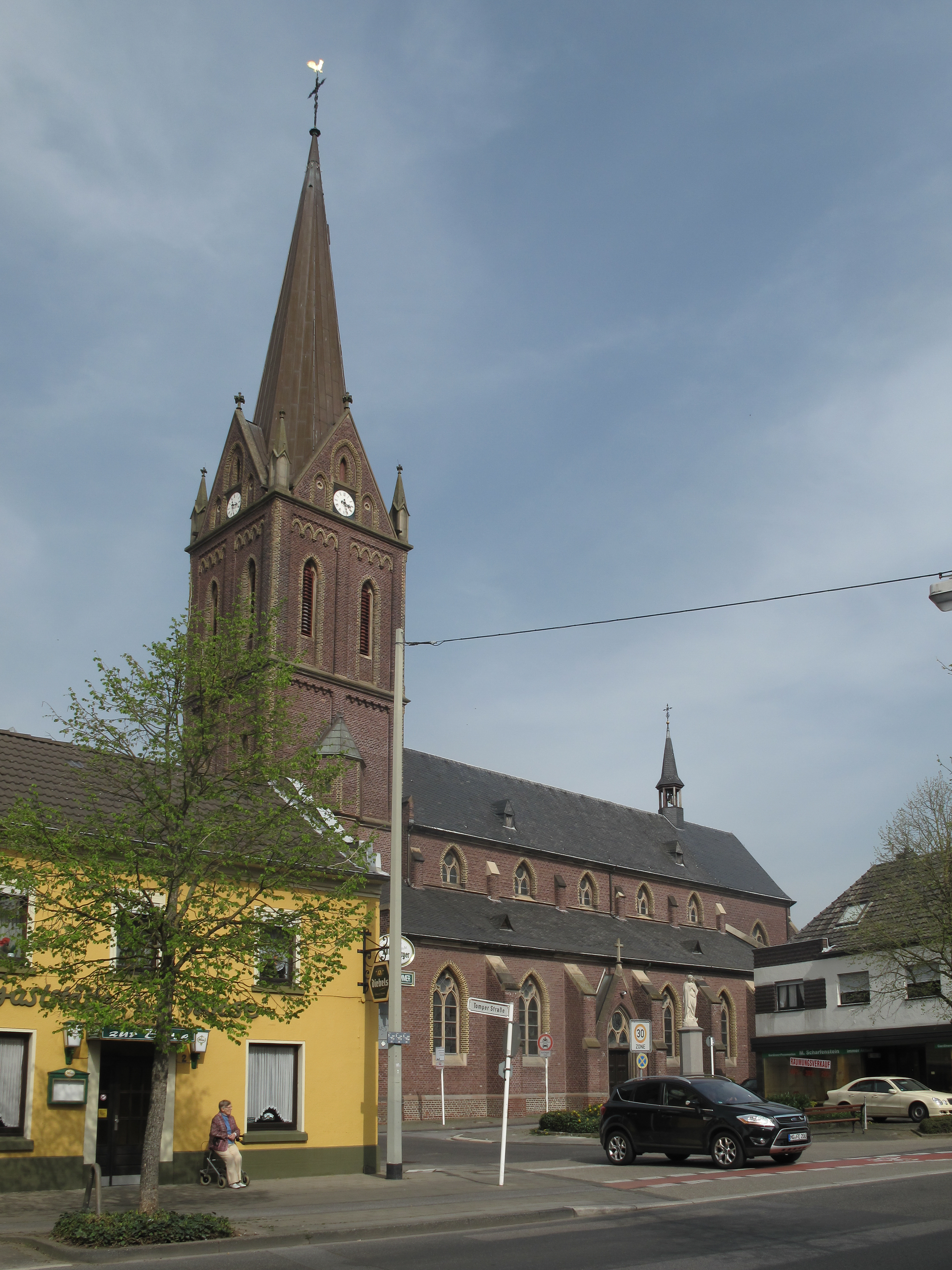
Katholische Kirche St. Nikolaus

Die Bevölkerung Hardts ist überwiegend römisch-katholisch. Die katholische Pfarrkirche ist dem heiligen Nikolaus geweiht. Die evangelische Kirchengemeinde unterhält mit dem Albert-Schweitzer-Haus ein Gemeindehaus mit Kirchsaal. Anfang 2018 fusionierte die Hardter Kirchengemeinde mit der Friedenskirchengemeinde in Mönchengladbach Mitte. (51° 12′ N, 6° 21′ O)

### Sport
In Hardt gibt es einen Tischtennisclub, einen Tennisclub, einen Turnverein und den Fußballverein SC Hardt 19/31 e. V., dessen erste Mannschaft in der Kreisliga B spielt. Die SC Hardt Frauenmannschaft spielt nach dem Aufstieg ab der Saison 2017/2018 in der Bezirksliga.